# بوشنگاتسه
بوشنگاتسه (به صربی: Bošnjace) یک منطقهٔ مسکونی در صربستان است که در لبانه واقع شده‌است. بوشنگاتسه ۱٬۶۲۹ نفر جمعیت دارد.